# Pseudoloricaria
Pseudoloricaria is een monotypisch geslacht van straalvinnige vissen uit de familie van de harnasmeervallen (Loricariidae).

## Soort
- Pseudoloricaria laeviuscula (Valenciennes, 1840)